# Ora Banda
Ora Banda is een spookdorp en toeristische trekpleister in de regio Goldfields-Esperance in West-Australië.

## Geschiedenis
In 1893 werd goud gevonden in de streek. Het oorspronkelijke Ora Banda lag 65 kilometer ten noorden van Kalgoorlie, naast de Ora Banda-goudmijn en bestond uit een gemeenschapszaal, een schooltje, enkele huizen en het 'Ora Banda Hotel'. In 1906 werd op enkele andere plaatsen goud gevonden. Een kleine goldrush ontstond en de dorpslocatie werd verplaatst. Vanuit het aan belang verliezende Paddington werden een postkantoor, vakbondslokaal, politiekantoor en een katholiek kerkje naar de nieuwe locatie van Ora Banda verhuisd.
Het 'Ora Banda Progress Committee' vroeg in 1909 om bijkomende commerciële kavels. In 1910 telde Ora Banda een tweeduizendtal inwoners. Het was het commerciële centrum van de streek en de op een na grootste bank van het zuidelijk halfrond uit die tijd, 'Huntington Mills Bank', was er gevestigd. Het nieuwe 'Ora Banda Hotel' werd in 1911 gebouwd en bijkomende kavels werden opgemeten. Een jaar later, in 1912, werd Ora Banda officieel gesticht. De naam zou "gouden strook" of "gouden band" betekenen. In 1913 werd er door de overheid een ertsverwerkingsmachine geplaatst.
In 1957 werd het Ora Banda Hotel gesloten omdat de inwoners het dorp door de lage goudprijs verlieten. In 1981 begon Albert Klaassen aan de renovatie van het hotel. Een algemene winkel en tankinstallatie werden in 1984 in bedrijf gesteld. Op 9 november 1985 werd de 'Ora Banda Historic Inn' officieel heropend. In 2000 was het hotel in handen van een voormalig politie-inspecteur, Don Hancock. Een incident en de dood van een 'Gypsy Joker'-motorrijder leidden dat jaar tot het afbranden van het hotel, de ertsverwerkingsmachine en de winkel. Hancock zou een jaar later naar Perth verhuizen waar hij alsnog werd vermoord. Het hotel veranderde van eigenaar en werd heropgebouwd.

## 21e eeuw
Ora Banda maakt deel uit van het lokale bestuursgebied (LGA) City of Kalgoorlie-Boulder waarvan Kalgoorlie de hoofdplaats is. Tijdens de volkstelling van 2016 werden in de streek acht inwoners geteld.
Het hotel brandde in 2019 nogmaals af. Ora Banda maakt deel uit van de toeristische 'Golden Quest Discovery Trail'. Voordat het hotel afbrandde was het laatste stuk weg erheen verhard en waren er plannen om in de ertsverwerkingsfabriek een museum te vestigen.
Er wordt nog steeds naar goud gezocht in de streek. Tijdens die zoektocht werd in 2020 een enorme honderd miljoen jaar oude meteorietkrater ontdekt.

## Ligging
Ora Banda ligt 634 kilometer ten oostnoordoosten van de West-Australische hoofdstad Perth, 120 kilometer ten zuidzuidwesten van het aan de Goldfields Highway gelegen Menzies en 67 kilometer ten noordnoordwesten van Kalgoorlie.

## Klimaat
De streek kent een warm steppeklimaat, BSh volgens de klimaatclassificatie van Köppen.